# مسلمة بيرتراند

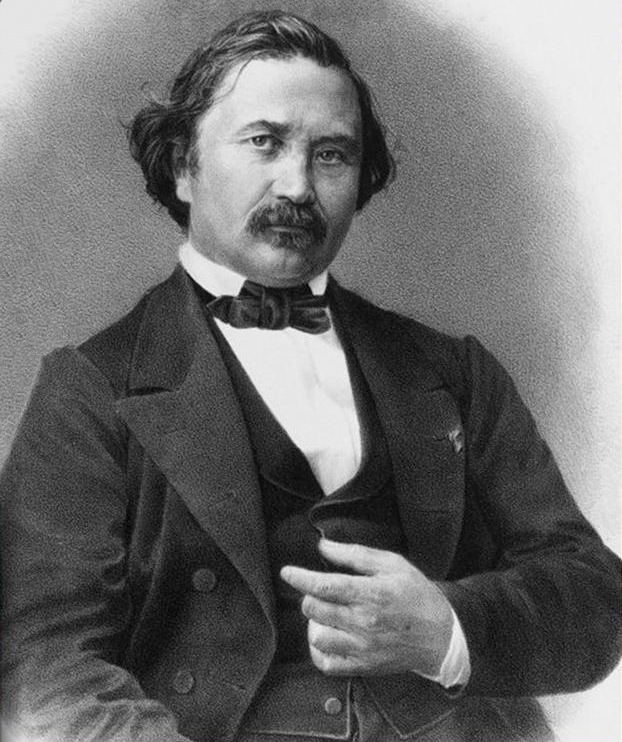
جوزيف بيرتران

في نظرية الأعداد، مُسَلمة بيرتراند (بالإنجليزية: Bertrand's postulate)‏ هي حاليا مبرهنة تنص على أنه إذا كان {\displaystyle n} عددا صحيحا أكبر قطعا من 3، فإنه يوجد على الأقل عدد أولي {\displaystyle p} حيث :
{\displaystyle n<p<2n-2}
يمكن الإستنتاج من هذه المبرهنة أن :
{\displaystyle p_{n+1}<2p_{n}}
يمكن أن يُعبر عن مبرهنة تشيبيشيف باستعمال الدالة المعدة للأعداد الأولية {\displaystyle \pi (x)}.
{\displaystyle \pi (x)-\pi {\bigl (}{\tfrac {x}{2}}{\bigr )}\geq 1}، كلما توفر {\displaystyle x\geq 2}.

## التاريخ
حَدس هذه الحدسيةَ لأول مرة عالمُ الرياضيات الفرنسي جوزيف بيرتراند (1822-1900)  في عام 1845. كان ذلك في دراسةٍ له حول زمر التبديلات، وبعد أن تحقق من صحتها إلى حدود ستة ملايين.
بَرهن على هذه الحدسية بشكل كامل بافنوتي تشيبيشيف، عام 1850، بعد أن استعمل تقريب ستيرلينغ الذي يمكن من الاقتراب من دالة العاملي.

## مبرهنة الأعداد الأولية
انظر إلى مبرهنة الأعداد الأولية.

## البرهان
لتكن الدالة المعرفة كما يلي:
{\displaystyle \theta (x)=\sum _{p\in \mathbb {P} ;\,p\leq x}\ln p}.

### البحث عن قيمة أكبر منθ(x)
مهما يكن {\displaystyle n\geq 1} أكبر من أو يساوي الواحد، لدينا {\displaystyle \qquad \theta (n)<n\ln 4}.
يُبرهن على هذه المسألة باستعمال الاستقراء الرياضي.

## تعميمات
في عام 1919، استعمل رامانجن (1897-1920) خصائص دالة غاما من أجل إعطاء برهان أبسط. انظر إلى عدد رامانجن الأولي.
{\displaystyle 2p_{i-n}>p_{i}{\text{ for }}i>k{\text{ where }}k=\pi (p_{k})=\pi (R_{n})\,,}
- برهان مسلمة بيرتراند

## أنظر أيضا
- حدسية أوبيرمان
- فجوة أولية